# Schulgebäude Stotel
Das alte Schulgebäude Stotel am westlichen Ortsrand in der niedersächsischen Gemeinde Loxstedt, Ortsteil Stotel, Fleester Straße 2, im Landkreis Cuxhaven, stammt vom Ende des 19. Jahrhunderts. Aktuell (2024) wird es als Kulturzentrum genutzt.
Das Gebäude steht unter Denkmalschutz (siehe auch Liste der Baudenkmale in Loxstedt).

## Geschichte
Das zweigeschossige giebelständige historisierende Gebäude in Backstein mit ziegelgedecktem Krüppelwalmdach und mittigem dreigeschossigen Giebelrisalit als Eingang in der östlichen Längsfassade, wurde um 1890 als Volksschule gebaut. Sparsamer Fassadenschmuck durch Backsteinziersetzungen als Gesimse, horizontale geschossteilende Friese und vertikale Pfeilervorsprünge sowie differenzierte (rund-, segment-, spitzbogige und eckige) Fenster gestalten die Fassade.
Nach 1966 erfolgte ein Umbau und Umnutzung zum Kulturzentrum Alte Schule als Begegnungsstätte, Veranstaltungsort für Kulturschaffende und Heimatstube, mit Saal und Seminarräumen.
Das Landesdenkmalamt befand u. a.: „…  geschichtlichen und städtebaulichen Bedeutung aufgrund des orts- und sozialgeschichtlichen sowie straßenbildprägenden Zeugniswerts ….“
Die zweigeschossige neue Grundschule Stotel, Schulstraße 35, wurde 1966 und 2006 gebaut. Hier werden (2024) 234 Kinder aus 15 Orten in 12 Klassen beschult.